# Centro Multiuso de São José
O Centro Multiuso Prefeito Arnaldo Mainchein de Souza, mais conhecido como Centro Multiuso de São José é um centro de eventos brasileiro. Fica localizado no município de São José, em Santa Catarina, sendo a principal edificação do aterro da Avenida Beira-Mar da cidade, no bairro Campinas. 
O edifício de cerca de 11 mil metros quadrados é composto de dois espaços: a Arena Multiuso, um ginásio poliesportivo com capacidade fixa de 3.100 espectadores, e o Teatro Hermelinda Izabel Merize, com 780 lugares. A arena e o teatro são geridos pelas secretarias municipais de Esportes e Lazer e de Cultura e Turismo, respectivamente, com a primeira também estando sediada no prédio. 
O Centro Multiuso já sediou diversos eventos esportivos de relevância regional, estadual e nacional, como jogos finais da Superliga Masculina e as finais da Copa Brasil de Voleibol Masculino e Feminino, Tênis de Mesa Challenge Plus, AJP Tour São José Internacional Jiu-Jitsu Championship, amistosos sul-americanos de Voleibol e da Liga Nacional de Handebol. Também recebe feiras, congressos, cerimônias, peças teatrais, apresentações de dança e espetáculos musicais.

## Histórico
A estrutura foi inaugurada em 19 de março de 2006, no aniversário de São José. No mesmo ano, recebeu jogos da campeã Cimed na temporada 2005–06 da Superliga Brasileira de Voleibol Masculino, visto que os ginásios que a equipe de Florianópolis utilizava não eram tão grandes para os jogos mais populares. Em 2011, o Centro Multiuso passou a ter como nome oficial "Prefeito Arnaldo Mainchein de Souza". Ele foi o 24º prefeito de São José, entre 1973 e 1977.
Em 2014, o centro foi alvo da ação de criminosos no qual ocorreu o furto da rede elétrica, levando a prefeitura a cancelar toda a agenda de eventos. Em 2018 foi interditado após vândalos invadirem o local e retirarem praticamente todo o cabeamento da rede de iluminação, além do arrombamento da porta lateral do segundo andar e o furto de torneiras metálicas, computadores e aparelhos de ar-condicionado. O prejuízo foi estimado em um milhão de reais.
Em 2019, o espaço foi revitalizado, ganhando nova pintura - o prédio, que antes tinha coloração azul e amarela, passa a ser vermelho e cinza. Após a reforma, a Fundação Municipal de Esportes se instala no prédio que passa a abrigar projetos de escolinhas de diversos esportes e para vários públicos, como boxe, capoeira, ginástica rítmica, jiu-jitsu, judô, muay thai, taekwondo e tênis de mesa.
Em 2022, durante a Pandemia de COVID-19, o estacionamento e o prédio foram convertidos em um centro de testagem e vacinação.
O Nacional Handebol usa o Centro Multiuso como casa, jogando no local e tendo recebido a final da Liga Nacional de Handebol Masculino em 2022.
Em fevereiro de 2024, recebeu o evento internacional Abu Dhabi AJP Tour de Jiu-jitsu. Já no mês de março, sediou as finais da Copa Brasil de Voleibol masculina e feminina, com as equipes do Sada Cruzeiro Vôlei e Dentil Praia Clube sendo campeãs. Mais tarde, em junho, foi palco dos amistosos internacionais da seleção brasileira masculina de voleibol, seleção de novos, quando enfrentaram as representantes do Chile e Argentina.
Em 2025, o Centro Multiuso recebeu as finais da Copa Brasil de Voleibol masculina e feminina pelo segundo ano consecutivo, com as equipes do Itambé/Minas Tênis Clube e do Osasco São Cristóvão Saúde sendo as campeãs. O jogo de ida da Recopa Catarinense de Futsal também foi sediado no local.

## Estrutura
O prédio é composto da arena e do teatro, sendo que cada um conta com acessos independentes. A oeste do prédio fica um estacionamento com 600 vagas, que ocasionalmente também recebe eventos.

### Arena Multiuso
É o ginásio poliesportivo que compreende a maior parte do prédio, podendo receber espetáculos, feiras e eventos esportivos. Suas arquibancadas tem capacidade de 3,1 mil pessoas. O local possuí um palco, que pode ser preenchido com cadeiras em eventos onde ele não é necessário - a capacidade total com o uso de cadeiras pode chegar a 4,6 mil pessoas. O local também sedia a Secretaria Municipal de Esportes e Lazer, gestora da arena, que se mudou para o local em 2019, quando ainda era a Fundação Municipal de Esportes.

### Teatro Hermelinda Izabel Merize
É um teatro localizado na parte sul do prédio, gerido pela Secretaria de Cultura e Turismo. Sua capacidade é de 780 lugares em uma área de 560,00 metros quadrados de plateia. O palco tem área de 203,97 metros quadrados e boca de 15. Além destes, o teatro conta com espaços auxiliares de alimentação, sanitários, camarins e vestiários, além do foyer voltado para a Baía de São José. Leva o nome da artista josefense Hermelinda Izabel Merize, a Nini, tendo ganhado o nome após seu o falecimento em 2008.